# Zoo d’Amnéville
Koordinaten: 49° 14′ 46″ N, 6° 8′ 21″ O
Der Zoo d’Amnéville ist ein privater Zoo in Hagondange, nahe Amnéville, im Nordosten Frankreichs. Er wurde am 28. Juni 1986 eröffnet und beherbergt derzeit etwa 2000 Tiere auf einer Fläche von 16 Hektar. Pro Jahr besuchen über eine halbe Million Menschen den Zoo, damit liegt er bei den Besucherzahlen an zweiter Stelle unter den französischen Zoos.
Zu den Attraktionen zählen der Raubtierbestand, unter anderem mit weißen Tigern, und die mit 60 Arten vertretenen Greifvögel. Dreimal täglich findet in einer Arena eine Vorführung berittener Falknerei statt. Außerdem kann die Fütterung von Pinguinen, Eisbären, Ohrenrobben, Flusspferden und Polarwölfen beobachtet werden. Im April 2012 wurde das Gorilla’s camp eröffnet, das acht männliche Gorillas in zwei Junggesellengruppen beherbergt.
Es werden nur Tiere erworben, die in Zoos oder Tierzuchteinrichtungen geboren wurden. Der Zoo beteiligt sich an 54 Zuchtprogrammen, pro Jahr werden zwischen 150 und 200 Tiere geboren. Er war von 1994 bis zum Ausschluss 2016 und dann wieder ab 2022 Mitglied der European Association of Zoos and Aquaria (EAZA) und ist seit 2003 Mitglied der World Association of Zoos and Aquariums (WAZA). Je nach Jahreszeit arbeiten zwischen 90 und 170 Menschen im Zoo.
2019 wurden schwere Vorwürfe gegen den hoch verschuldeten Zoo bekannt. So sollen unter anderem schwarze Listen mit unliebsamen Mitarbeitern und Besuchern geführt worden sein. Außerdem sollen Tiere auf dem Zoogelände vergraben und Fäkalien im nahegelegenen Wald entsorgt worden sein. Der Zoodirektor hat den Darstellungen widersprochen. Außerdem soll der Zoo versucht haben, den Kadaver eines verstorbenen Eisbären auf einer Deponie für Hausmüll zu entsorgen. Anfang 2020 übernahm der französische Investor Prudentia Capital den Zoo. Im November des gleichen Jahres wurde die umstrittene Tiger-Show eingestellt.
|  |  |